# Herz-Jesu-Kirche (Grodzisk Wielkopolski)

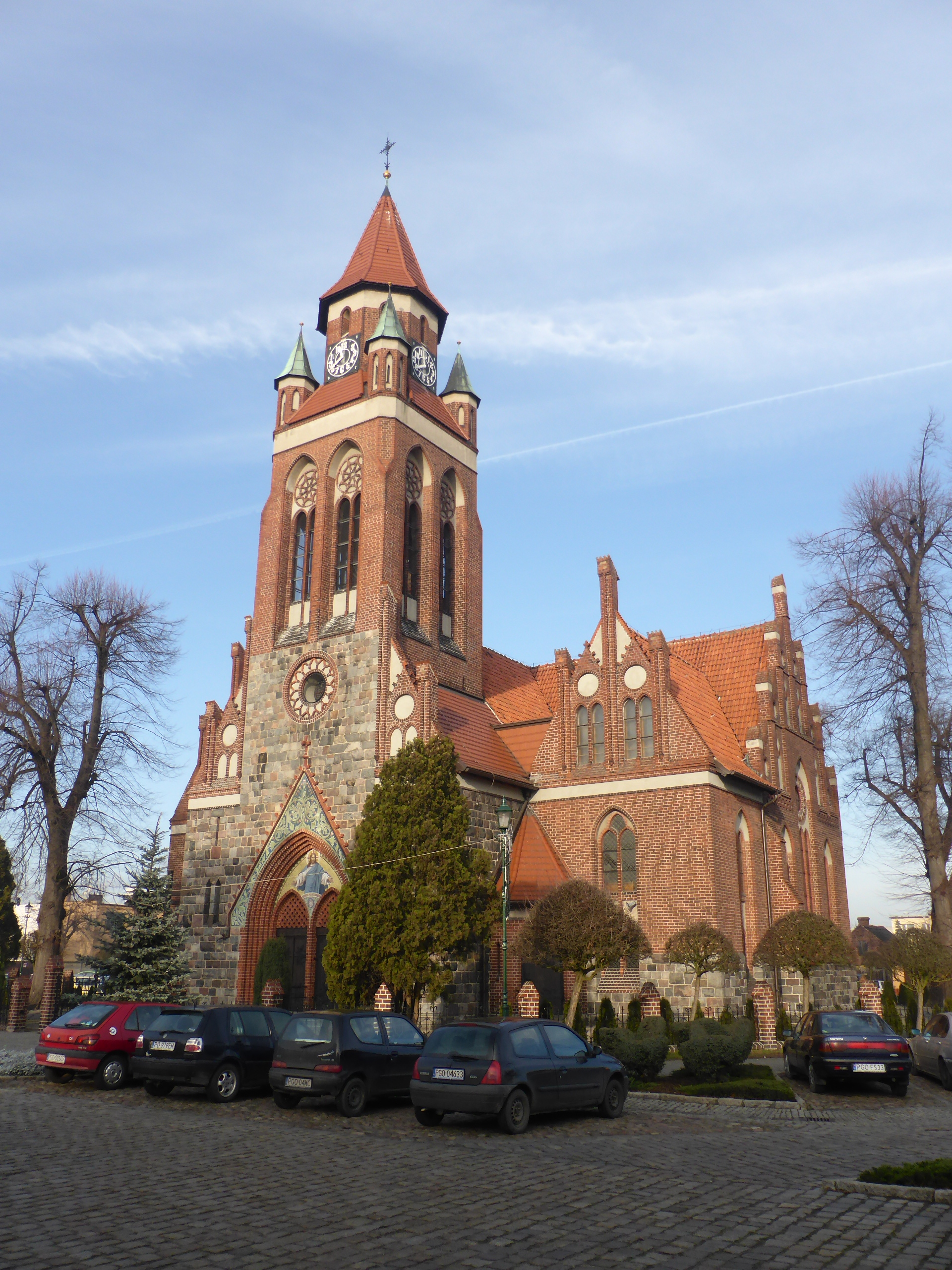
Die Herz-Jesu-Kirche in Grodzisk Wielkopolski

Die Herz-Jesu-Kirche (kościół pw. Najświętszego Serca Pana Jezusa) in Grodzisk Wielkopolski wurde 1904–1905 als Pfarrkirche für die deutschsprachige evangelisch-unierte Bevölkerung des damaligen Grätz, Provinz Posen, nach Entwurf von Ludwig von Tiedemann gebaut. Sie ersetzte einen 1788 errichteten Vorgängerbau, der Ende des 19. Jahrhunderts baufällig wurde.
Durch Erlass vom 29. Januar 1902 übernahm das Kaiserpaar die Patenschaft über den Kirchenneubau. Die neue Kirche wurde am gleichen Ort am Neuen Markt erbaut, nun aber aus Backstein. An der Innenausstattung wirkte der Berliner Bildhauer Heinrich Wefing mit. Am 6. Juni 1905 nahm Johannes Hesekiel, Generalsuperintendent der altpreußischen Kirchenprovinz Posen, die Einweihung vor.
Die ebenfalls von Ludwig von Tiedemann 1905/1906 erbaute Dreifaltigkeitskirche in Berlin-Lankwitz hat große Ähnlichkeit mit der Herz-Jesu-Kirche.
Nach dem Ersten Weltkrieg bildete die Kirchengemeinde einen Teil der neu gegründeten Unierten Evangelischen Kirche in Polen. Nach dem Zweiten Weltkrieg und der Zwangsumsiedlung der deutschen Bevölkerung wurde sie 1957 durch die römisch-katholische Kirche genutzt und 1980 zur Pfarrkirche erhoben. Die Kirchweihe fand 1960 statt.